# Bert Hölldobler
Bert Hölldobler (Andechs, 25 giugno 1936) è un biologo tedesco.
Ha studiato all'università di Würzburg poi ha insegnato alle università di Francoforte, Cambridge e Zurigo. Il suo campo comprende gli insetti sociali ed in particolar modo le formiche. Ha ricevuto numerosi premi come il premio Pulitzer nel 1991 assieme a Edward O. Wilson